# Agnès de Poitiers (impératrice du Saint-Empire)
Pour les articles homonymes, voir Agnès de Poitiers.
 (mai 2010).
 (mai 2010).
Si vous disposez d'ouvrages ou d'articles de référence ou si vous connaissez des sites web de qualité traitant du thème abordé ici, merci de compléter l'article en donnant les références utiles à sa vérifiabilité et en les liant à la section « Notes et références ».
Agnès de Poitou (ou de Poitiers, d'Aquitaine), est née entre 1020 et 1030 et morte le 14 décembre 1077 à Rome, est une souveraine du Saint-Empire romain germanique, issue de la maison de Poitiers-Aquitaine.
En 1043, elle épouse Henri III, dit le Noir, empereur germanique. Devenue veuve en 1056, l'impératrice Agnès assume la régence du Saint-Empire romain germanique jusqu'à la majorité de son fils Henri IV le Grand en 1062.
Cette période est marquée par la rivalité entre le pouvoir impérial et le pouvoir pontifical.
En 1057, le prince Frédéric de Lorraine, abbé du Mont-Cassin et frère de Godefroi II duc de Toscane, est élu pape à l'insu du pouvoir impérial sous le nom d'Étienne IX. Farouche défenseur de l'indépendance de l'Église face au pouvoir impérial, il est assassiné huit mois après son élection.
En 1061, après la mort du pape Nicolas II et contrairement à la coutume, le Sacré Collège ne fait pas confirmer l'élection d'Alexandre II par le Saint-Empire. L'aristocratie de Rome conteste l'élection et fait appel à Agnès, qui fait élire à Bâle l'antipape Honorius II. Le schisme dure peu, Honorius étant désavoué par tous en 1064, mais encourage la papauté dans sa réforme, ce qui conduira à la querelle des Investitures.
Pendant la régence, les grands féodaux et les grands évêques du royaume d'Allemagne se révoltent et vont jusqu'à enlever en 1062 son fils Henri, roi des Romains. Après un voyage en France, elle se retire dans un couvent en Italie, d'où on l'appelle en 1072 pour réconcilier le duc de Souabe Rodolphe de Rheinfelden avec son fils. Après avoir évité la guerre civile, elle se retire à nouveau et meurt à Rome.
Femme érudite, elle fait traduire les ouvrages de Constantin l'Africain, moine médecin de l'abbaye du Mont-Cassin. Saint Pierre Damien, cardinal d'Ostie, est une des principales sources sur sa vie.

## État des recherches sur le personnage
Agnès du Poitou est un personnage historique très controversé. Bien que femme, elle a dirigé l'un des plus grands empires européens, pendant presque dix ans, mais sa régence a été une période de réformes ecclésiastiques et l'occasion pour le trône de Saint-Pierre de commencer à s'émanciper de la monarchie germanique, émancipation dans laquelle elle joue un rôle. Agnès était-elle cependant vraiment la régente faible, confite en dévotion, complètement dépassée par les charges que son mari lui avait laissées en mourant de conduire les affaires du gouvernement et de parfaire l'éducation de leur fils, l'héritier du trône Henri IV ? C'est ainsi que l'historiographie la présentait.
Pendant longtemps, il n'y eut aucun doute : Agnès avait été une régente trop faible. Ainsi, en 1923, Marie-Louise Buhlst-Thiele estime que « le fait d'entrer dans les ordres à la fin de sa vie, [est considéré] pour l'impératrice, comme une faiblesse ». Wilhelm von Giesebrecht va jusqu'à décrire Agnès comme étant d'une nature indécise et d'un caractère craintif. Dans son « Histoire de l'Empire allemand » (1890) il ne voit en elle qu'une régente faible, épouse du puissant empereur Henri III.
Pourtant, dans les vingt dernières années l'opinion des chercheurs sur Agnès du Poitou a fortement changé. Cette évolution est surtout l'œuvre de deux historiens qui ont étudié le sujet en profondeur.
Tilmann Struve démontre en 1995 entre autres que l'entrée au couvent de l'impératrice ne doit pas être considérée comme une conséquence directe du coup d'État de Kaiserswerth mais date du voyage d'Agnès à Rome en 1065. Cela donne à penser que l'impératrice n'a ni abdiqué ni fui ses responsabilités mais au contraire a tenu sa place légitime de régente aussi longtemps que cela lui a été possible.
Mechthild Black-Veldtrup a rédigé une critique historique des sources à propos d'Agnès du Poitou dans laquelle elle résume les nombreuses nouvelles connaissances sur l'impératrice, modifiant profondément son image (2006).
Tilmann Struve et Mechthild Black-Veldtrup ont réussi, avec de nouvelles méthodes de datation et un travail critique sur les sources, à remettre en question les opinions des chercheurs et à les corriger sur des points qui ne sont nullement secondaires. Les recherches sur Agnès du Poitou sont cependant loin d'être épuisées, et il reste à éclaircir bien des points de sa vie, comme ce coup de force de Kaiserswerth, près de Düsseldorf, toujours obscur…

## Le mariage d'Agnès avecHenriIII

### Une famille puissante
Agnès est la fille de Guillaume V, duc d'Aquitaine et comte de Poitiers et de sa troisième épouse, Agnès de Bourgogne.

### Mariage politique

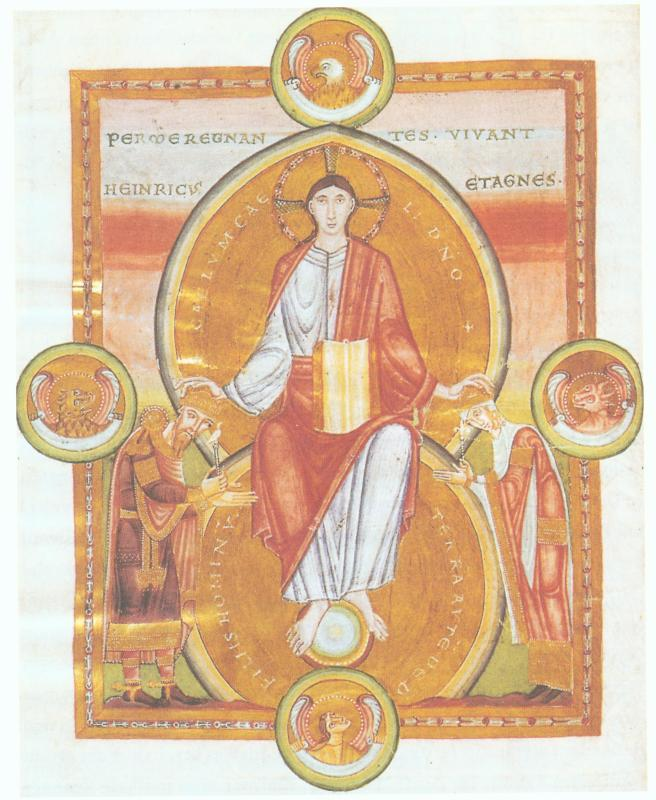
Le Christ en gloire bénissant Henri III et Agnès, évangiles de Goslar, vers 1051-1056.

Agnès, fille de Guillaume duc d'Aquitaine et comte de Poitou, fut couronnée reine à Mayence en 1043 par Bardo de Mayence et, en novembre de la même année, elle épousa Henri III à Ingelheim.
Agnès, à cette date, avait tout au plus 18 ans, et elle devait être une jeune fille tendre, instruite et pleine d'une profonde piété. C'est ainsi que l'abbaye de Cluny était une fondation de sa famille et Hugo, son abbé, devait être plus tard le parrain de l'héritier du trône, le futur Henri IV, et devenir le confident intime de la famille impériale.
Henri avait choisi Agnès comme épouse après que sa première femme, Gunhild, fut morte du paludisme. Ce mariage présentait surtout pour lui des avantages politiques en affermissant son pouvoir. Une alliance avec la dynastie française qui était peut-être la plus puissante renforçait la pression sur la royauté française et était de nature à améliorer la position d'Henri en Bourgogne, puisque là aussi la famille d'Agnès avait de riches possessions.
Tous deux furent couronnés empereur et impératrice le 25 décembre 1046 à Rome.

### Vie d'impératrice
La vie de cour joyeuse et les festins ne plaisaient guère au couple royal qui avait une notion très claire de ses devoirs religieux. C'est ainsi que ménestrels et jongleurs, qui normalement ne manquaient à aucune fête du Moyen Âge, n'eurent pas l'autorisation de venir au mariage pour montrer leurs talents. Tout ce qui entourait les souverains devait être empreint de sérieux et de dignité.
Henri s'enthousiasma pour l'idée de la Trêve de Dieu (Treuga Dei) qui était apparue en France et il s'efforça de mettre fin au droit du plus fort et aux vengeances privées. Il se heurta à des résistances mais il était trop puissant pour que ses adversaires pussent agir efficacement contre lui. Cependant sa veuve devait rencontrer plus tard les mêmes problèmes.
En 1047 elle assiste à la première canonisation d'une femme. Sainte Wiborada par le pape Clément II.
On peut croire qu'Agnès encouragea Henri dans sa conception religieuse de l'autorité, qu'elle soutint et même inspira son action dans sa politique de réforme religieuse ; du vivant de son mari, malgré tout, elle n'eut aucune occasion d'intervenir activement dans la politique. Ses fonctions étaient surtout représentatives : l'épouse et la mère occupaient le premier rang.

## Mort d'HenriIIIet maintien au pouvoir
Après la mort de son mari, dont elle avait été très proche (ce qui ne caractérisait peut-être pas le comportement médiéval), ce fut à Agnès que revint le soin d'assurer la régence que le roi défunt lui avait confiée sur son lit de mort au nom de leur fils Henri IV, qui était encore mineur. Elle essaya bien au début de continuer la politique de son mari, mais se heurta à des résistances considérables dans l'Empire, particulièrement en Saxe ; la situation ayant changé, on ne pouvait plus suivre les mêmes principes, il fallait s'adapter, trouver un moyen pour garder l'héritage d'Henri III à leur fils et à la dynastie salienne.
Après la mort d'Henri III le 5 octobre 1056, Agnès prit la régence au nom d'Henri IV, mineur, mais déjà couronné. Au début, elle continua la politique de son mari en s'appuyant surtout sur Hugues de Cluny et le pape Victor II. Ce dernier, en tant qu'évêque d'Eichstätt et administrateur de l'Empire, faisait tout ce qu'il pouvait pour maintenir le pouvoir des Franconiens, issu de Conrad le Salique. L'impératrice, comme son époux Henri III, était du côté des réformateurs de l'église clunisienne, tandis que Hugues de Cluny, le parrain de son fils, qui était l'abbé de Cluny, centre de la réforme, menait une politique d'équilibre et de paix. Le pape Victor II, qui devait la tiare à Henri III, jouait les bons offices entre la couronne, la noblesse et l'épiscopat. De cette façon la régence de l'impératrice, femme sans expérience politique, était acceptée, même si une loyauté complète était loin d'être garantie du côté des grands de l'Empire. La régence semblait n'avoir rien à craindre.
Pourtant, le pouvoir dans l'Empire échappait de plus en plus aux mains de la maison salienne, puisqu'Agnès n'avait pas encore réussi à s'imposer politiquement. Dans l'Empire, biens et droits passaient des mains de la noblesse dans celles de l'Église impériale, ce qui affaiblissait le pouvoir des Brunonen et des Billunger et créait de sérieux problèmes en Saxe. « Au vrai, on ne parle pas après 1057 de graves désordres ou de révoltes, mais sur les questions politiques essentielles, la régence se contentait de réagir au lieu de diriger les événements. Le danger croissait que les grands de l'Empire s'habituassent à se passer d'un roi. »
L'impératrice était bien forcée d'agir. Comme son autorité n'était pas aussi grande que celle d'Henri III, elle commença bientôt à s'attacher les nobles en leur concédant en fiefs des duchés, ce qui n'était pas possible sans leur accorder des droits seigneuriaux directs. Dès Noël 1056 elle attribuait déjà à l'Ezzon Konrad le duché de Carinthie, qui pendant un an était resté vacant. En 1057 Rudolf von Rheinfelden fut pourvu de la Souabe et devait aussi régir la Bourgogne. Berthold von Zähringen, qui avait rappelé son droit sur le prochain duché vacant, se sentit lésé et reçut en 1061 la Carinthie, après la mort du duc Konrad. Frutolf von Michelsberg, un chroniqueur de l'époque, nous apprend dans sa Chronique du Monde que Rudolf von Rheinfelden avait extorqué l'attribution de la Souabe en enlevant Mathilde, la fille de l'empereur qui n'avait que 12 ans, et en se mariant deux ans plus tard avec elle. Mathilde était un gage qui pesait plus que promesse de la Souabe faite par Henri III, puisque Berthold von Zähringen pouvait maintenant l'appuyer sur une alliance avec l'empereur.
En 1061 les difficultés de la politique extérieure, entre autres le différend avec la Hongrie, contraignirent l'impératrice à se dessaisir aussi de la Bavière, qui était le dernier duché relevant encore directement de la maison royale et le plus important de l'Allemagne du Sud. Elle nomma duc le comte saxon Otto von Northeim, chef de guerre expérimenté. C'est à lui qu'incomberait désormais la défense du sud-est de l'Empire.
Évidemment les ducs ainsi créés étaient destinés à devenir les pires ennemis d'Henri IV, mais comment le reprocher à Agnès ? Il lui fallait bien faire quelque chose pour apaiser l'opposition de la noblesse à sa personne. Les historiens continuent cependant à lui reprocher qu'en diminuant la puissance des Saliens et en distribuant à tout de bras les duchés elle ait fortement diminué les pouvoirs de la royauté.
Pour le moment Otto von Northeim agissait exactement comme l'avait voulu la maison salienne. Comme l'avait souhaité Agnès, il protégeait efficacement l'empire contre les menaces extérieures, et faisait jeu égal avec la Hongrie, ce que n'avait pas réussi Henri III pendant sa vie. Les historiens le décrivent comme un homme d'action.
L'exemple de la Bavière confirme que, quand elle distribuait les duchés, Agnès n'avait pas le choix. Les voisins orientaux, en tout premier lieu la Hongrie, représentaient pour l'empire un danger qu'on ne pouvait sous-estimer, et pour Agnès, la régente de fait, il ne lui était pas légalement possible de conduire des expéditions. Elle avait besoin à ses côtés de ducs puissants, comme c'était le cas en Bavière avec Otto von Northeim. Sûrement, Agnès aurait pu empêcher les Zähringer, les Rheinfelder et les Northeimer de donner à leur pouvoir une base aussi forte, mais l'élévation de ces trois hommes jeunes, appartenant à de jeunes dynasties, était peut-être à cette date un moindre mal, un risque calculé.

## Le début des années 1060: la situation politique s'aggrave
Dans un empire garanti pour l'instant au-dedans comme au dehors, Agnès semblait respectée. Les concessions qu'elle avait faites avaient beau être énormes, on lui assura par serment que, si le trône devenait vacant, c'est-à-dire en cas de mort prématurée d'Henri IV dont le frère, Konrad, était déjà décédé en 1055, elle aurait le droit de désigner elle-même son successeur, c'est-à-dire que les Électeurs seraient obligés d'accepter le nom qu'elle proposerait.
Une telle obligation par serment (le principal engagement entre personnes au Moyen Âge) montre qu'Agnès était désormais considérée par tous les partis dans l'Empire comme la souveraine légitime. Sans son consentement, aucun nouveau roi ne pourrait être proclamé par les princes. Le sérieux d'un tel serment fut mis en évidence par les scrupules des princes lors de l'élection d'un antiroi contre Henri IV, en 1076.
La mort du pape Victor II, son conseiller et son ami, en 1057, fut un tournant pour la régente. Agnès perdait le contact avec ceux qui voulaient réformer l'Église. Ses intérêts et les leurs commençaient à n'être plus les mêmes. L'ère des Empereurs fidèles au Pape prenait fin.
Beatrix, la belle-fille d'Agnès, qui patronnait la riche abbaye de Gandersheim en Saxe se vit reprocher par le chapitre des dames nobles, qui se recrutait principalement dans la noblesse saxonne, d'abandonner aux ministériels les biens de la fondation et de compromettre ainsi la subsistance des chanoinesses. Victor II avait encore tranché en faveur de Beatrix. Le légat du nouveau pape Étienne IX réétudia l'affaire et décida en faveur du chapitre. C'était un coup pour le prestige et le pouvoir des Saliens en Saxe. Étienne IX avait déjà été élu en 1057 sans que la régente fût consultée et elle avait mis du temps à le reconnaître ; après la mort du pape, le 29 mars 1058, l'aristocratie romaine sentit qu'elle avait une chance d'influencer l'élection du nouveau pape et, dès le 5 avril 1058, fit élire Benoît X. Ce n'est qu'après le retour du légat du pape, Hildebrandt, qui à ce moment ne se trouvait pas en Italie, qu'avec le consentement de l'impératrice l'évêque Gérard de Florence fut élu pape à Sienne sous le nom de Nicolas II.
C'était bel et bien le schisme et Nicolas II fut contraint de s'ouvrir par les armes la route de Rome ; mais la lutte tourna en sa faveur.
Les grandes décisions politiques hors de l'Empire, comme l'élection du pape Étienne IX, se firent de plus en plus sans que les Saliens eussent rien à dire. C'est ainsi qu'en 1059 le pape Nicolas II promulgua le décret concernant l'élection des papes sans avoir consulté l'impératrice. Par ce décret, l'élection du pape était confiée aux cardinaux. Mesure dirigée autant contre l'empire que contre l'aristocratie romaine. Dans l'Empire même les intrigues politiques et les luttes pour le pouvoir étaient toujours à l'ordre du jour. « Chacun voulait s'élever encore plus haut ou au moins y songeait. » Agnès était littéralement écartelée entre les contraintes politiques et ses propres intérêts.
Certains conseillers de l'impératrice commençaient à penser d'abord à leurs propres intérêts, ce qui l'incitait à se fier toujours davantage aux personnes appartenant aux services royaux, c'est-à-dire aux ministériels. Ainsi, elle chargea le ministériel Kuno de l'éducation de son fils en même temps qu'Otnand, déjà partisan fidèle d'Henri III, s'élevait au premier plan de la politique.
Et c'est précisément leur zèle à servir les intérêts de la couronne qui provoqua une opposition contre l'impératrice qui donnait sa confiance à « des gens issus de rien ». On alla jusqu'à insulter Otnand en l'appelant « Orcus ille », chien d'enfer.
Que le jeune Henri IV fût élevé par des personnages d'aussi basse condition paraissait au plus haut point scandaleux à la noblesse et au clergé. Plongée dans un dilemme, Agnès prit l'évêque Heinrich d'Augsbourg comme son conseiller personnel.
Un nouveau problème se présenta quand l'impératrice fut soupçonnée d'amour illicite avec Heinrich d'Augsbourg, car on pensa généralement qu'elle ne pouvait pas mettre en lui une telle confiance sans qu'il y eût quelque chose entre eux. Les chercheurs nous peignent l'atmosphère de la cour au début des années 1060 comme particulièrement agitée et bouillonnante d'intrigues, d'hostilités, de jalousies et de coups bas. Mais les processus qui devaient finalement plonger l'empire dans une crise et conduire Agnès à vouloir se retirer de la politique n'étaient pas encore enclenchés.

## Conflit pour l'élection du pape
En 1060 Agnès demanda le pallium (insigne de la dignité archiépiscopale) pour l'évêque, Sigefroi Ier de Mayence. Nicolas II refusa. Alors, réunis dans un synode, les évêques de l'Empire déclarèrent invalides toutes les dispositions de Nicolas II pour montrer leur mécontentement.
Après la mort de Nicolas II le 19 juillet 1061, les cardinaux usèrent de leur nouvelle prérogative et le 30 septembre 1061 ils choisirent comme pape l'évêque réformateur Anselme de Lucca, qui prit le nom d'Alexandre II. Agnès refusa alors de le reconnaître, et lui opposa son propre candidat, l'évêque de Parme Cadalus. C'était un nouvel échelon dans le conflit qui couvait déjà sous Nicolas II entre la cour et la papauté réformatrice.
L'élection de Cadalus, devenu l'antipape Honorius II le 28 octobre 1061 à Bâle, n'était donc que « la continuation logique de la politique romaine d'Henri III. »
Dès l'élection cependant, le petit nombre de ceux qui y avaient participé avait clairement montré à l'impératrice qu'elle ne pouvait pas compter dans l'Empire sur un soutien inconditionnel pour faire triompher son candidat. Elle pouvait bien tenter d'imposer Honorius envers et contre tout, elle se rendait bien compte que s'accrocher à la décision qu'elle avait prise non seulement porterait un coup mortel à la politique de réforme commencée par Henri III, mais encore qu'on allait au schisme, un schisme qui devait durer deux ans et demi.
La cour germanique se retrouvait donc adversaire de la papauté réformatrice et l'impératrice portait la responsabilité dans la division de l'Église. L'affaire prenait un tour qui n'était absolument pas dans les desseins d'Agnès.
Cette élection de Bâle marque une cassure dans la régence de l'impératrice. Dans le gouvernement de l'Empire la barre semblait lui échapper des mains. En particulier le fait qu'Honorius II n'avait pas su s'imposer à Rome et avait dû au bout du compte revenir dans son évêché de Parme était pour Agnès un grave échec politique. Pour la première fois, un pape nommé par la cour impériale n'avait pas été capable de s'imposer.
Elle jouissait bien sûr du soutien des adversaires de la réforme, mais c'était là ce qui devait durant toute sa vie la remplir d'un sentiment de culpabilité et la mettre mal à l'aise. Pourtant on ne saurait lui reprocher d'avoir, par faiblesse personnelle, adopté une politique ecclésiastique contraire à celle de son mari. C'est que les temps avaient changé. Par ses réformes la papauté s'était émancipée du pouvoir impérial contre les intérêts de laquelle elle agissait désormais. Mise au pied du mur, Agnès se décida contre sa conviction personnelle, elle agit comme devait le faire une régente : elle prit le parti de l'Empire et de ses dignitaires. Il semble qu'elle ne voyait aucun autre choix pour elle que de se retirer de la politique pour laisser à d'autres la possibilité de reprendre à zéro la question de la papauté sans tenir compte de ses propres décisions. C'est directement en relation avec le conflit sur le choix du pape que, selon M. Black-Veldtrup, doit être considérée la prise de voile d'Agnès à Spire, ce qui comme conséquence logique conduisit à l'installation comme vice-régent de l'évêque Heinrich d'Augsbourg en qui elle avait confiance. Par conséquent non seulement la retraite d'Agnès peut s'expliquer parce qu'elle était fatiguée de gouverner ou trop faible, mais on doit la placer dans son contexte : c'était la conséquence de ses erreurs d'appréciation dans sa politique vis-à-vis de Rome.

## Le coup d'État de Kaiserswerth
La décision d'Agnès de se retirer de la politique est, de façon très probable, une prise de conscience de sa responsabilité personnelle dans cette crise au sujet de l'élection du pape. L'impératrice voulait laisser la voie libre pour un règlement définitif de la question avec la participation de la Cour.
Mais rien de cela ne se produisit du fait qu'Henri d'Augsbourg, le vice-régent mis en place par Agnès, n'était pas accepté par la majorité des princes. Sa nomination à un tel poste constituait peut-être la deuxième grave erreur d'appréciation de l'impératrice, surtout en raison de la liaison qu'on leur avait imputée (voir plus haut).
Cette tentative d'Agnès de limiter les dégâts précipitait définitivement au bout du compte l'empire dans la crise. Au début d'avril 1062, un groupe de seigneurs spirituels et temporels, sous la direction de Anno II, l'archevêque de Cologne, réussit à enlever le jeune roi Henri IV à Kaiserswerth : cet événement devait rester dans les livres d'histoire comme le coup d'État de Kaiserswerth.
Les motifs de cette action sont encore débattus, du fait surtout que les sources se contredisent beaucoup là-dessus. L'opinion des chroniqueurs de l'époque est divisée. Ainsi, la chronique de Lambert semble encore relativement objective quand il écrit que les ravisseurs, et avant tout Anno, aspiraient « à soustraire le fils à l'influence de sa mère, et à prendre en mains l'administration de l'empire. » Lambert ne hasarde aucune spéculation sur les motifs qui ont fait agir les conspirateurs. Il indique seulement la possibilité qu'ils auraient pu être poussés par « la rancune politique », mais il est aussi possible qu'ils aient pu croire agir pour le bien de l'Empire.
Bruno fait plus ou moins retomber sur Henri la responsabilité de son propre enlèvement : infatué de l'orgueil d'être roi, l'adolescent n'aurait plus écouté que d'une oreille les mises en garde de sa mère. Le « respectable » Anno après l'enlèvement le fait éduquer avec le plus grand soin. Selon Bruno, Agnès n'aurait absolument pas eu l'autorité nécessaire, et elle se serait montrée trop faible pour éduquer correctement le jeune roi et assurer la régence, tandis que Bruno félicite Anno pour sa politique. Cette critique envers Henri IV s'explique par le fait que Bruno ne devait pas approuver par la suite la politique personnelle de son souverain, si bien qu'il s'attache à lui trouver des traits de caractère négatifs dès sa jeunesse. Il est manifeste que, politiquement, il ne se trouvait pas non plus du côté d'Agnès.
Bien que les sources ne nous donnent rien de sûr quant aux motifs qui ont fait agir les ravisseurs, la recherche actuelle part du fait que la lutte pour le pouvoir (en particulier chez Anno de Cologne) mais aussi le souci de l'éducation d'Henri IV qu'on jugeait abandonné étaient des éléments décisifs. Agnès se voyait privée du pouvoir de gouverner, en fait elle ne pouvait plus rien. L'archevêque Anno de Cologne et l'archevêque Adalbert de Brême se partageaient la responsabilité des affaires. Bien que le jeune roi fût assis sur le trône, c'est à eux qu'appartenait désormais le destin de l'Empire.
Anno et Adalbert devinrent bien vite des adversaires irréconciliables, mais l'archevêque de Brême s'était hâté d'établir des rapports de confiance avec le jeune roi, tandis qu'Anno se sentait avant tout politiquement lié au parti de la réforme religieuse et réussissait rapidement à s'entendre avec Rome puisqu'il était capable de faire reconnaître par l'Empire le pape réformateur Alexandre II.
Au fond, Anno était ainsi arrivé à ce règlement de la question pontificale qu'Agnès avait espéré. On suppose en général qu'Agnès, libérée à présent de la responsabilité des affaires, n'a pas tardé à renoncer complètement à la vie mondaine pour se consacrer au salut de son âme.
Cette opinion provient de recherches déjà anciennes de Meier-Kronau, Giesebrecht et Buhlst-Thiele. Cependant, Tilmann Struve s'appuie sur le fait que ce n'est que trois ans après Kaiserswerth qu'elle a entrepris son voyage à Rome et s'est retirée du monde. Il y aurait donc eu des raisons politiques. Ce qui réfuterait cette vision de l'impératrice se retirant timidement du monde torturée par ses scrupules.

## Agnès après Kaiserswerth
Longtemps les chercheurs ont accepté l'idée qu'Agnès se fût retirée du monde immédiatement après Kaiserswerth ; il n'y a pas là de quoi s'étonner puisque c'est ce que nous ont transmis beaucoup de chroniqueurs contemporains. C'est ce que raconte entre autres dès 1056 Frutolf de Michelsberg dans sa Chronique du monde, en résumant ainsi les événements : l'impératrice se serait rendue directement à Fruttuaria après qu'on lui eut pris son fils et serait morte plus tard à Rome.
Il semble cependant qu'une telle opinion ait été révisée entre-temps. Tilmann Struve a établi de façon claire et scientifiquement correcte qu'Agnès a entrepris son voyage à Rome, qui signifiait qu'elle se retirait du monde, non en 1062/63, mais seulement en 1065, c'est-à-dire 3 ans après le coup d'État de Kaiserswerth. Pour cette chronologie Struve utilise surtout les rapports de Petrus Damiani, un fidèle d'Agnès qui dans ses écrits a parlé entre autres de son arrivée à Rome.
Comme Damiani, lui non plus, ne fournit aucune datation exacte, Struve compare toutes les sources connues, ce qui lui permet d'établir à quelle date aussi bien Petrus Damiani que l'impératrice Agnès se sont arrêtés à Rome. Par la suite Struve compare les éclipses de lune que rapporte Damiani, qui les met en relation avec l'empereur Henri III et le pape Victor II, et une éclipse totale qui, toujours selon Damiani, aurait correspondu au schisme de Cadalus, les dates de toutes ces éclipses étant scientifiquement vérifiables. Struve en vient alors à la conclusion que le voyage à Rome de l'impératrice ne peut avoir eu lieu qu'en mai ou en novembre 1065. Il est vrai Agnès, tout de suite après Kaiserswerth, a écrit à l'abbé du monastère de Fruttuaria pour lui demander d'être accueillie dans la communauté monastique, mais Lampert d'Hersfeld nous apprend, de façon concordante, qu'Agnès a été convaincue par ses conseillers de rester pour l'instant dans l'Empire.
D'un point de vue politique, le fait Agnès restât dans l'Empire était nécessaire bien qu'elle eût perdu la régence : jusqu'à la majorité d'Henri IV, c'était elle le chef de la maison salienne. Ce n'est qu'en restant sur place qu'elle pouvait la maintenir pour son fils et ainsi lui assurer l'Empire. Si la situation était telle, la relation de Lampert apparaît dans son contexte légal et gagne en authenticité : Agnès aurait donc, poussée par ses conseillers, abandonné son idée de se retirer dans un cloître. Dès qu'Henri IV fut devenu majeur le 29 mars 1065, par la cérémonie où on lui fit ceindre l'épée, Agnès put obéir à son long désir de finir sa vie dans la piété. Après s'être acquittée de ses devoirs politiques jusqu'à la majorité de son fils et lui avoir garanti de succéder à son père, elle prit la décision de servir la réforme de la papauté à laquelle elle avait nui en faisant élire un antipape contre ses propres convictions religieuses.

## Bilan
Même si la fin de la régence d'Agnès a été regardée pendant des siècles comme une faillite (et elle l'est encore), un tel jugement n'est peut-être pas absolument sûr. À juger l'ensemble, la politique de l'impératrice doit être considérée en gros comme réussie, et sa retraite a été mûrement choisie en fonction de la situation politique de l'Empire. C'est ainsi que même des contemporains reconnaissent qu'elle s'est toujours efforcée d'obtenir un équilibre politique. Elle a réussi à assurer la stabilité de l'Empire et surtout à jeter les bases du pouvoir d'Henri IV.
Les querelles d'Henri III contre les Saxons n'ont pas été reprises par Agnès. Elle a plutôt cherché à s'arranger avec eux, ce que confirme le fait que de 1057 jusqu'à la fin de la régence d'Agnès on ne relève pas de troubles en Saxe. De même elle a évité une confrontation avec la Hongrie. L'attribution de duchés pris au domaine royal lui a procuré à l'intérieur une stabilité politique, ce qui a permis par contrecoup le renforcement de l'Empire à l'extérieur. Ainsi, c'est seulement à partir des années 1960 que l'on connaît des exemples concrets de mécontentement contre son gouvernement ; jusque-là elle avait donc quand même pu, au début avec l'aide du pape Victor II, gouverner de façon presque incontestée. On lui reproche une longue querelle pour des raisons personnelles avec l'évêque Gunther de Bamberg, la préférence qu'elle donnait à l'évêque Henri d'Augsbourg, ses insuffisances dans l'éducation de son fils et sa trop grande retenue dans la conduite des affaires, mais tout cela s'explique par la conscience qu'elle avait d'être responsable du schisme provoqué par le choix de l'antipape Cadalus. Reconnaissant ses responsabilités pour avoir mal estimé la situation politique et créé des dissensions entre les partisans de la réforme de l'Église et l'Empire elle avait décidé de prendre le voile. Le coup d'État de Kaiserswerth suivit peu après.
L'élévation de Henri d'Augsbourg au poste de vice-régent n'avait que peu affecté la position d'Agnès. Anno de Cologne n'avait pris en fin de compte que la place de son collègue d'Augsbourg en tant que régent et éducateur effectif du jeune roi. Pendant son administration, celle d'Anno de Cologne et celle d'Adalbert de Brême, Agnès a pu se consacrer à la restitution des biens aliénés et à la nomination des évêques. Son départ d'Allemagne en mai ou en novembre 1065 n'est pas dû à Kaiserswerth, mais en fin de compte seulement à ce conflit de 1061 sur l'élection du pape, qui est à l'origine de tous les autres événements.
Agnès d'Aquitaine était une femme remarquable, qui a exercé avec habileté la tâche que lui avait laissée son mari d'administrer et de maintenir l'Empire pour leur fils Henri. En tant que femme elle ne pouvait être ni un chef d'armée ni un juge, ce qu'aurait été un homme dans sa situation, elle n'en a pas moins agi en sachant ce qu'elle voulait, avec énergie et habileté. Alors qu'elle n'avait pas d'expérience politique, elle a conservé les assises du pouvoir pour son fils et a essayé d'adapter la politique de la dynastie salienne à ces conditions qui n'étaient plus les mêmes dans un temps ou tout changeait, surtout en ce qui concerne la politique ecclésiastique. Agnès a dû remplir sa tâche sans y avoir été préparée et sous la pression des circonstances. Elle devait tenir compte d'un grand nombre de facteurs et il était inévitable qu'elle consentît bien des compromis. Toutes ses décisions n'ont pas été heureuses, qu'on pense aux problèmes qu'Henri IV rencontrera par la suite, mais elle agissait probablement en toute conscience pour le bien de l'Empire. Elle a rempli la tâche qui lui était assignée, ni plus ni moins. La fermeté qu'elle y a montrée est toutefois remarquable.